# Asafoetida
Asafoetida (Ferula assa-foetida) är en perenn ört inom stinkflokesläktet i familjen flockblommiga växter. Den blir 1 till 1,5 meter hög. Ursprungligen härstammar den från bergsområden i Afghanistan och odlas främst i Indien och länderna där omkring.
Ur rötterna utvinns en mjölksaft som tillredd används som krydda, som kallas heng eller hing. Förr användes hartset från denna växt, och från andra arter inom släktet Ferula, i medicinska syften och kallades då dyvelsträck. Smaken är skarpt besk och preparatet kunde köpas på svenska apotek fram till 1960-talet. Hinduer och jainister som inte äter lök och vitlök av religiösa skäl använder asafoetida som ersättning i matlagning.

## Namn
Alternativa namn på asafoetida är dyvelsträck, djävulens träck, stinknäva, stinckender asand, stinkasant, asant, heng och hing.

## Bildgalleri

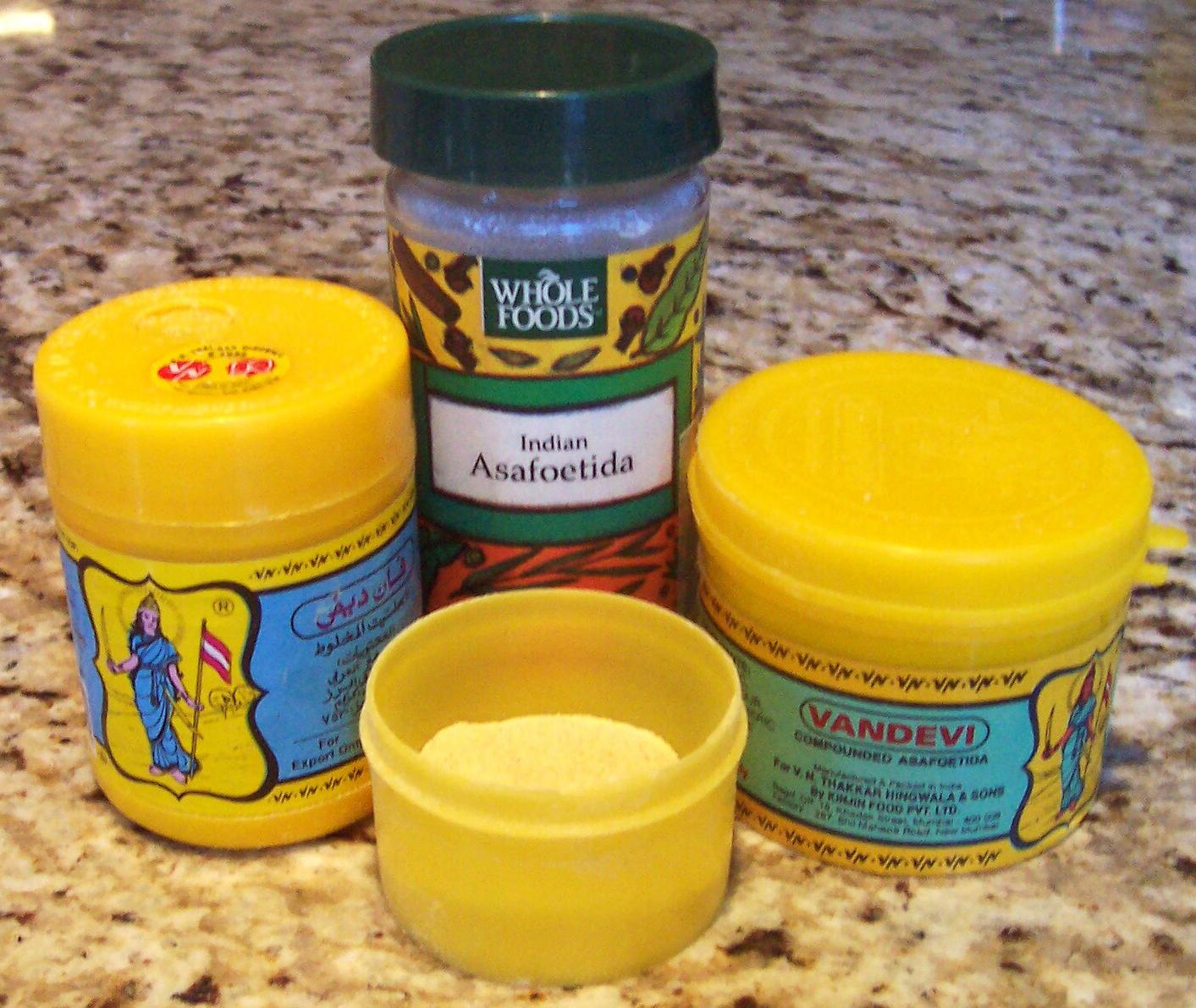
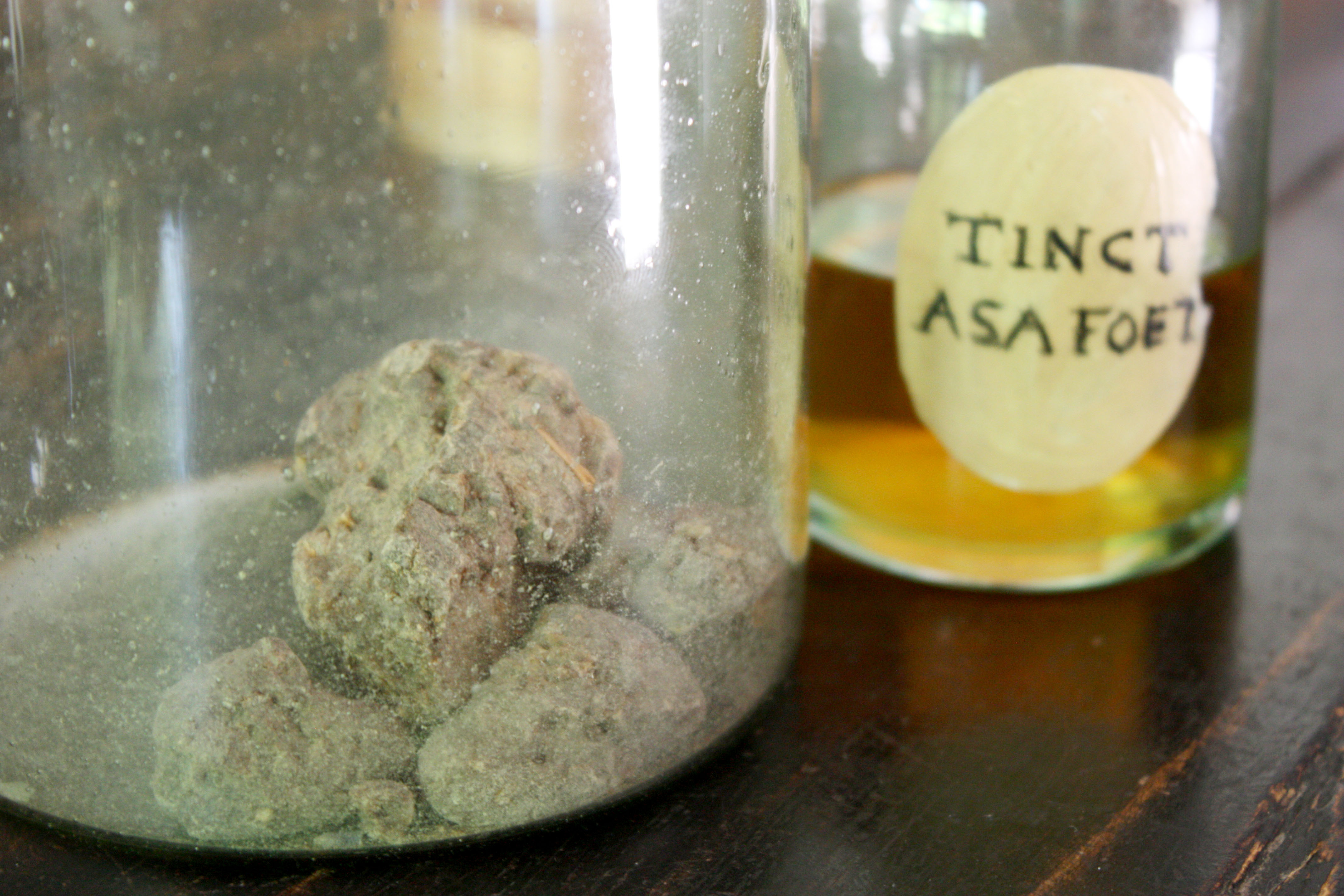
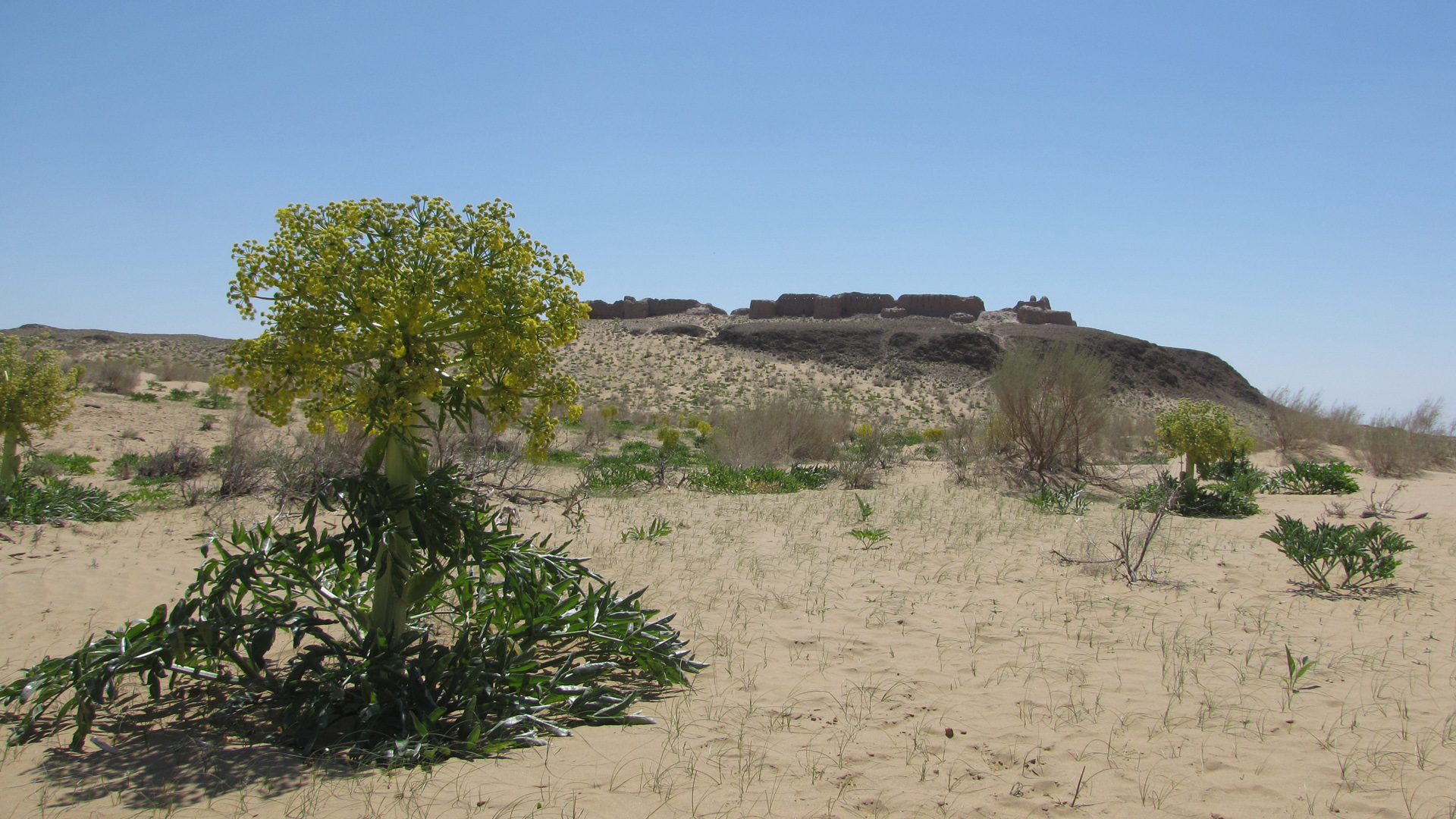
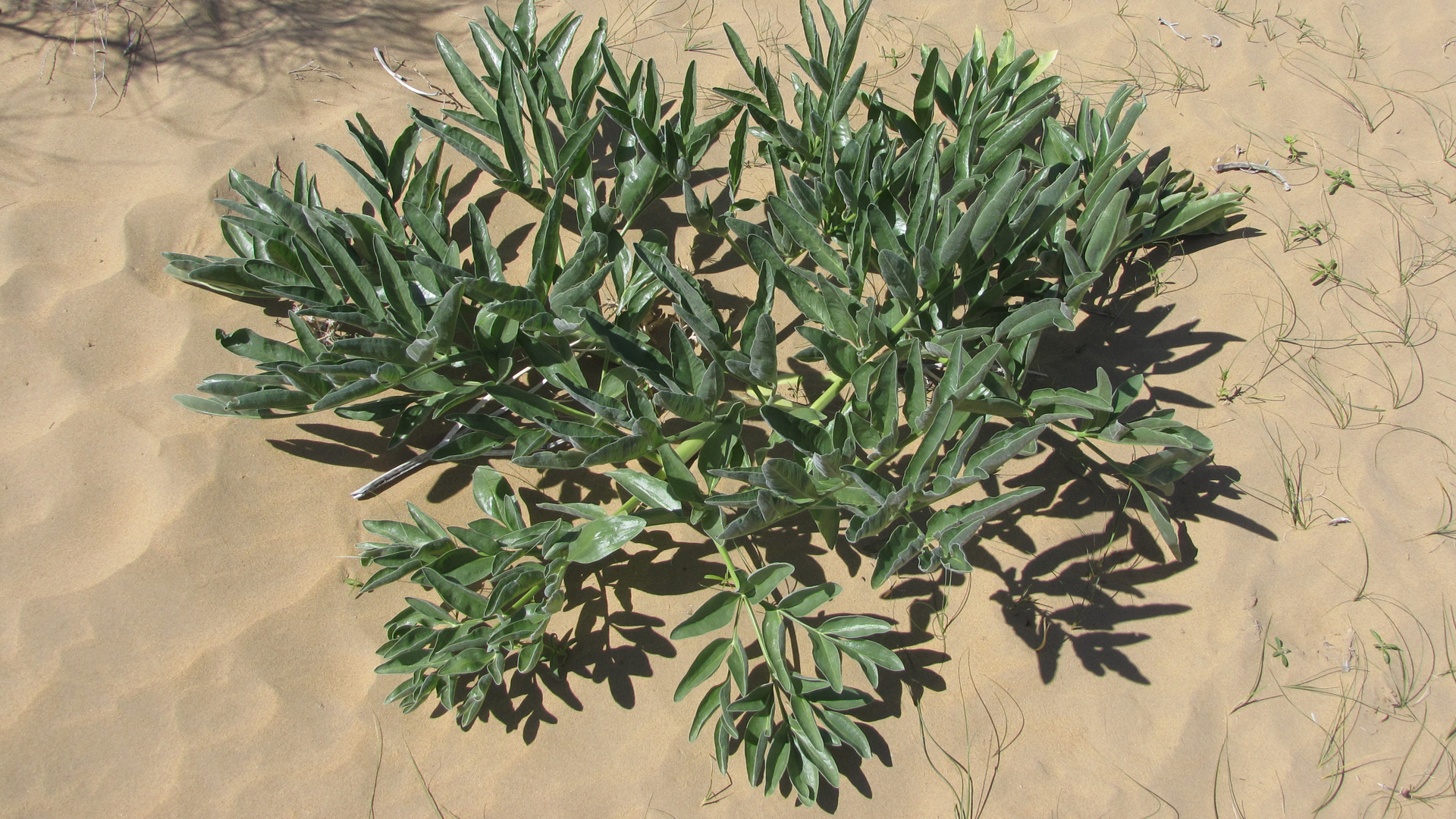
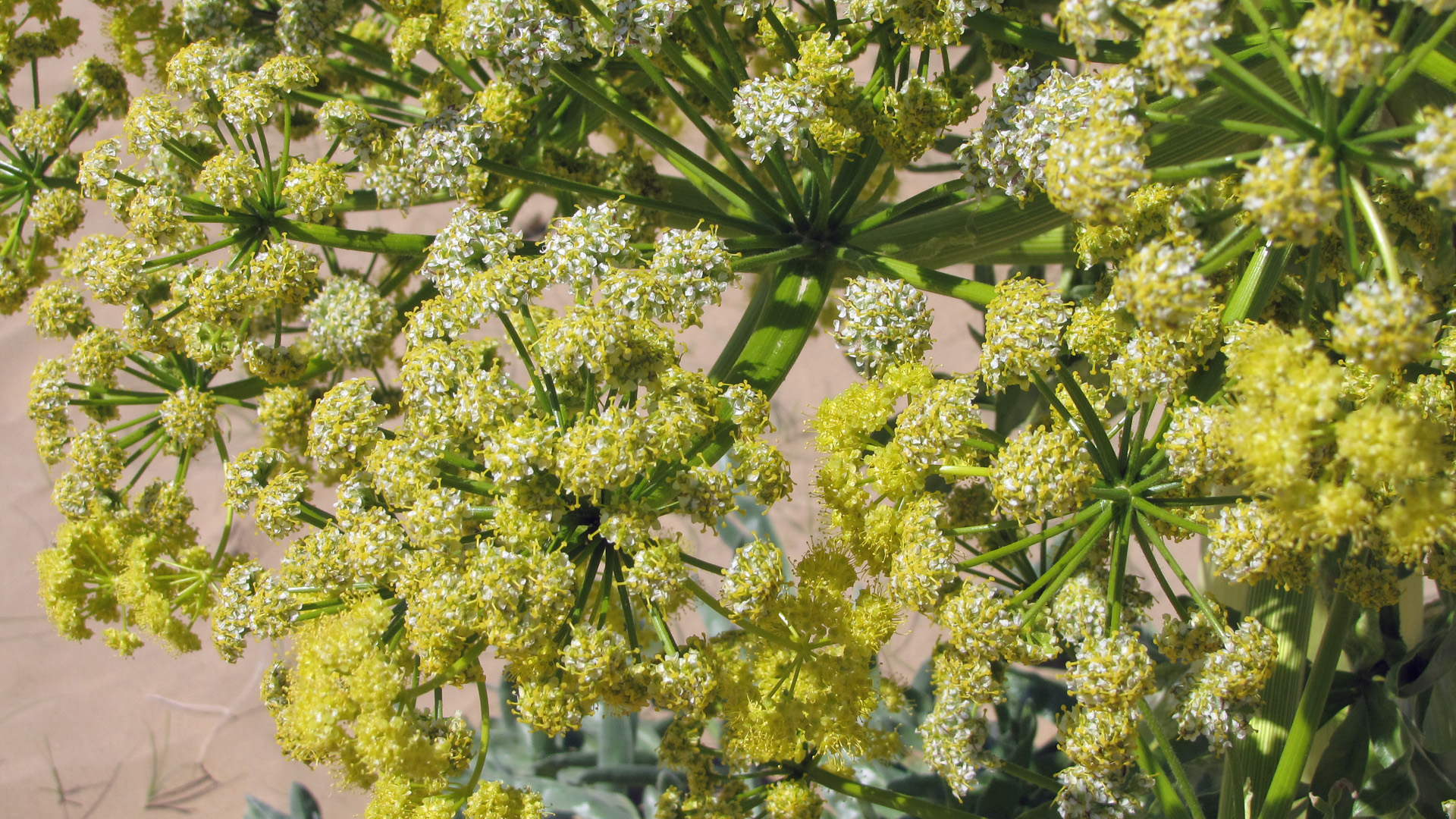